# Mozambic
Mozambic (portugheză Moçambique [mʊsɐmˈbik]), oficial Republica Mozambic (portugheză República de Moçambique) este o țară în sud-estul Africii. Capitala este Maputo.

## Etimologie
Numele Moçambique, utilizat în principal pentru insula Ilha de Moçambique, prima capitală a coloniei, ar deriva de la numele unui comerciant arab, care locuia acolo, Musa Al Bik, Mossa Al Bique sau Ben Mussa Mbiki.

## Geografie
Articol principal: Geografia Mozambicului
Mozambicul este o țară situată la țărmul Oceanului Indian. Teritoriul Mozambicului este format din podișuri înalte, care au în unele sectoare aspect muntos, și din câmpii. Principalul fluviu este Zambezi. Clima este ecuatorială în nord, tropicală în sud iar precipitațiile sunt abundente.

## Istorie

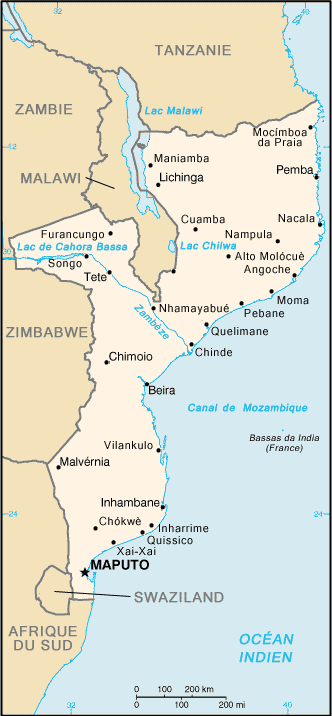
Mozambic

Articol principal: Istoria Mozambicului
Mozambicul a fost locuit în timpuri străvechi de triburi de boșimani și de hotentoți, care au fost alungate de triburile bantu venite din sudul Sudanului. Între secolele V și XVI, pe teritoriul Mozambicului s-au format mari state africane, dintre care cele mai însemnate au fost Benametapa care cuprindea Mozambic și Rhodesia, Mapungubwe și Monomotapa. Între secolele X și XV, pe țărmul Mozambicului s-au așezat arabii, care, treptat au supus populația băștinașă.
În a doua jumătate a secolului al XIX-lea, portughezii au transformat Mozambicul în colonie declarând-o în 1953 provincie de peste mări a Portugaliei. La 25 iunie 1975, Mozambicul devine republică și își declară independența față de Portugalia.

## Politică
Articol principal: Politica Mozambicului
Din 2015 președintele Mozambicului este Filipe Nyusi.

## Districte
Articol principal: Districtele Mozambicului
| 1. Cabo Delgado 2. Gaza 3. Inhambane 4. Manica 5. Maputo (oraș) 6. Maputo 7. Nampula 8. Niassa 9. Sofala 10. Tete 11. Zambezia | Map of Mozambique with the province highlighted |

## Economie
Agricultura, se cultiva trestie de zahar, ceai, porumb, orez, bumbac, sisal, nuci de acaju.
Principala ramura a industriei Mozambicului o reprezinta pescuitul, 40% din castigul din exporturi fiind reprezentat de creveti. Captura anuala de peste a tarii este de aprox. 25.000 tone de peste. Alte exporturi sunt reprezentate de ceai, bumbac si zahar

## Demografie
Articol principal: Demografia Mozambicului
Mozambicul are o populație de 21.669.278 locuitori și o medie de vârstă de 17,4 ani. 44,3% din populație are o vârstă mai mică de 14 ani.

## Cultură
Articol principal: Cultura Mozambicului

### Patrimoniu mondial UNESCO
Insula Moçambique a fost înscrisă în anul 1991 pe lista patrimoniului mondial UNESCO.